# Fido Dido
Fido Dido é uma personagem de banda desenhada criado por Joanna Ferrone e Sue Rose. Foi licenciado para a PepsiCo por volta de 1988, não gozando de muita popularidade até ao início dos anos 90.
Mais tarde foi substituído como mascote da PepsiCo, reaparecendo na década de 2000 ao ser usado em latas e publicidade do refrigerante 7Up.